# Élections municipales néerlandaises de 2010

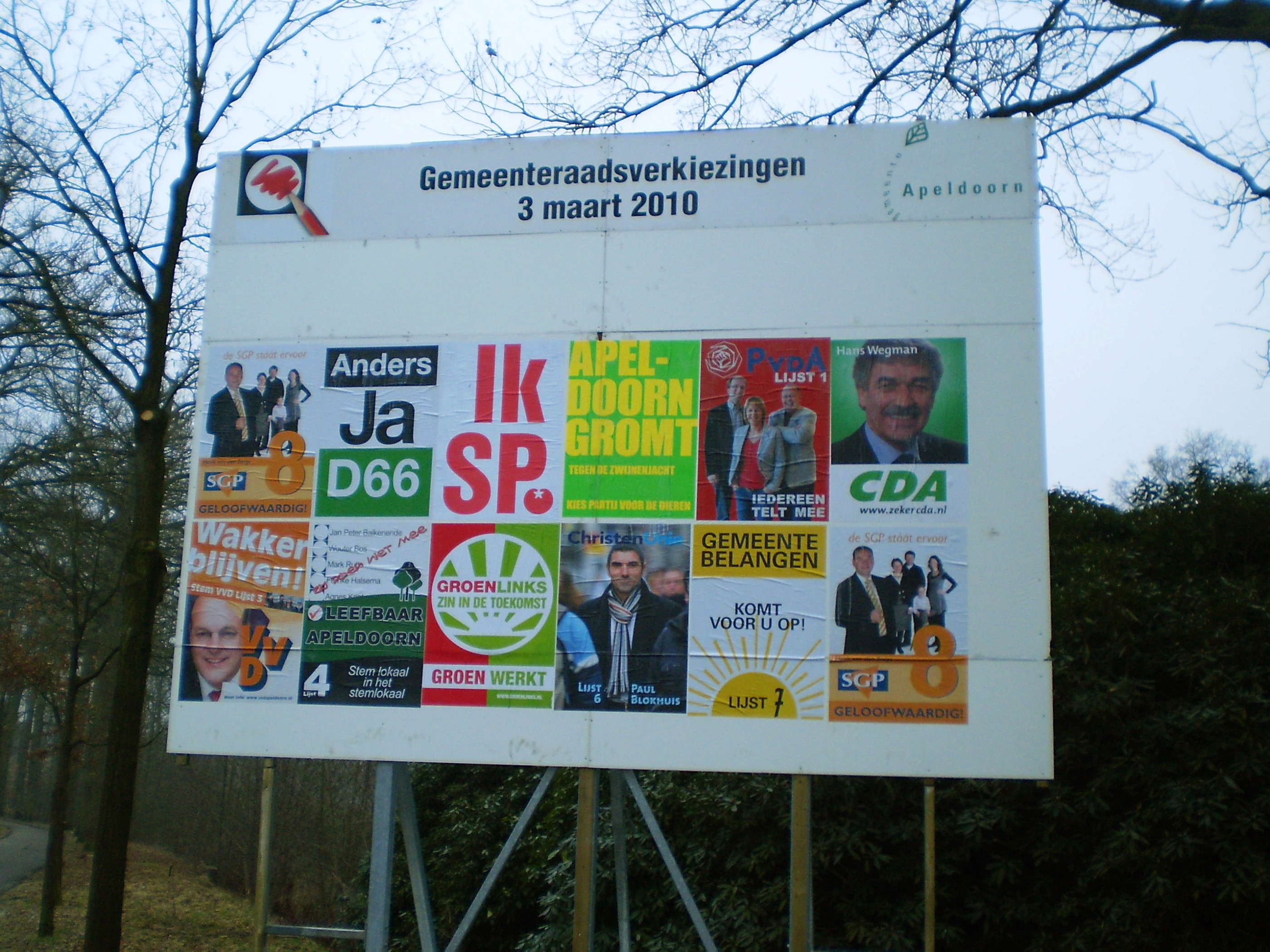
Affiches de campagne pour les élections municipales à Apeldoorn.

Les élections municipales néerlandaises de 2010 ont lieu dans la plupart des communes des Pays-Bas le mercredi 3 mars 2010.

## Contexte
En principe, tous les Néerlandais vivant aux Pays-Bas sont autorisés à voter dès l'âge de 18 ans. En outre, les ressortissants des pays de l'Union européenne et les non-ressortissants résidant légalement aux Pays-Bas depuis au moins cinq ans, ont le droit de voter. Contrairement aux élections législatives, les Néerlandais vivant à l'étranger ne peuvent participer aux élections municipales. Ainsi, au total, plus de 12 millions de personnes purent voter à ces élections.
8 700 sièges de conseillers municipaux étaient à renouveler au terme de ces élections, soit 154 de moins qu'en 2006.
Toutes les communes n'élisent pas leur conseil communal en mars 2010, en raison de remaniements communaux. Les habitants de Reiderland, Scheemda, Winschoten, Nieuwerkerk aan den IJssel, Zevenhuizen-Moerkapelle, Moordrecht, Horst aan de Maas, Venray, Sevenum et Meerlo-Wanssum ont voté en novembre 2009. À Bloemendaal et Kaag en Braassem, des élections ont déjà eu lieu en novembre 2008. À Abcoude, Breukelen, De Ronde Venen, Loenen, Bodegraven, Reeuwijk, Lith, Oss, Margraten, Eijsden, Bergen, Gennep, Mook en Middelaar, Wûnseradiel, Bolsward, Sneek, Wymbritseradiel, Nijefurd, Gaasterlân-Sleat, Scherpenzeel, Renswoude, Woudenberg, Bussum, Muiden, Naarden, Weesp, Andijk, Wervershoof et Medemblik, des élections auront lieu à la fin de l'année 2010.
À Groningue, La Haye et Rotterdam, des bureaux de vote ont ouvert pendant la nuit.
Le vote n'est plus obligatoire depuis 1970 et il existe un système de "vote mobile" qui permet de voter dans un autre bureau que celui de son domicile, par exemple près du lieu de travail, les élections ayant toujours lieu en semaine, donc un jour de travail, pour des motifs religieux, les Pays-Bas comptent en effet un pourcentage non négligeable de protestants respectant très strictement le repos dominical.

## Résultats

### Résumé

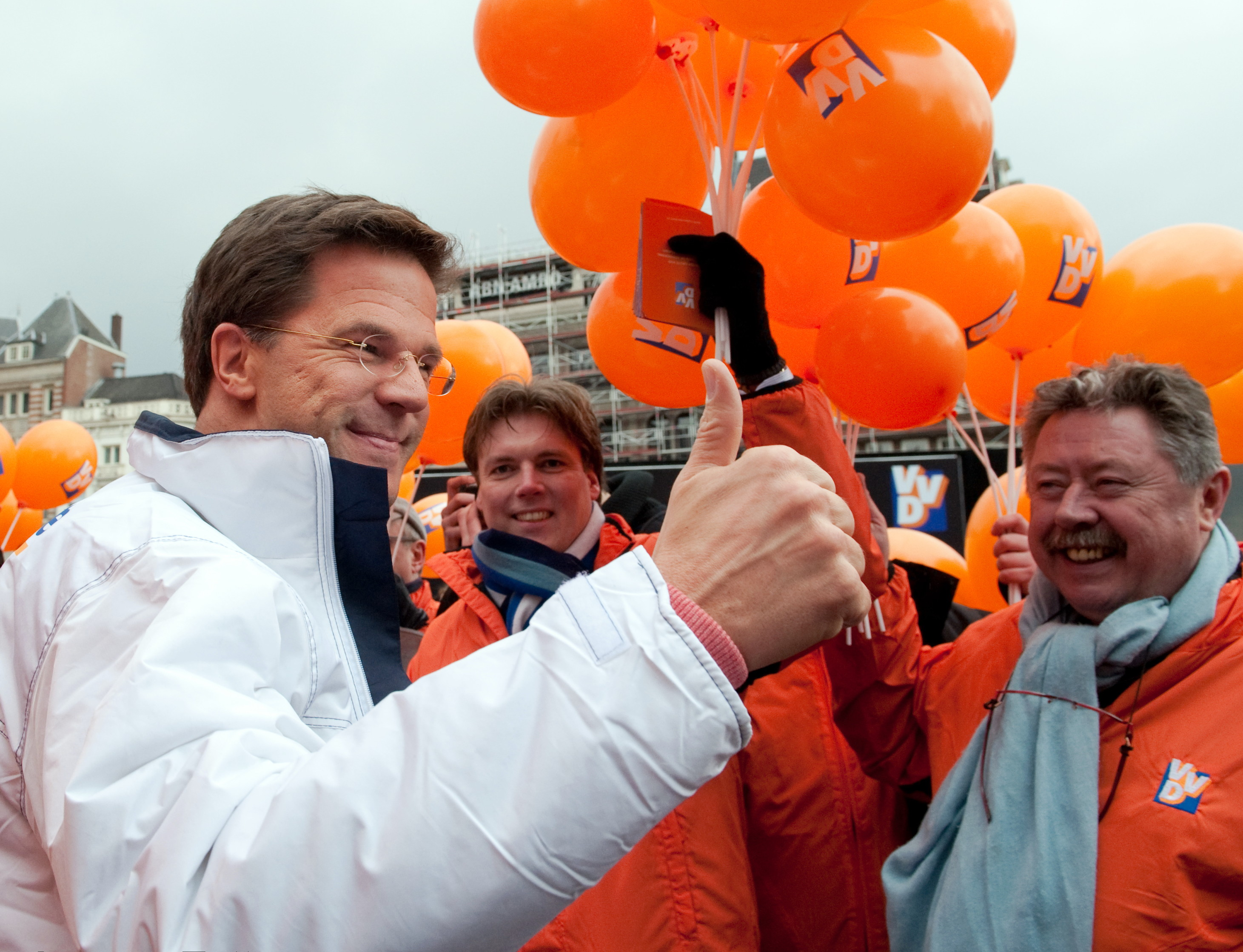
Mark Rutte, le chef de file du VDD, en campagne à Amsterdam.

Comparativement aux élections municipales de 2006, qui avaient surtout vu la victoire du Parti travailliste et le progrès du Parti socialiste, les élections de 2011 ont été remportées par les partis alors représentés au gouvernement – CDA, VVD et D66 -  ainsi que par le PVV (qui avait accordé son soutien au gouvernement) et par les partis locaux. Ainsi, D66 a presque quadruplé son score par rapport au précédent scrutin ; le VVD a remporté 200 sièges de plus et les partis locaux une centaine de sièges.
Le Parti travailliste, le Parti socialiste et le CDA ont perdu le plus siège. Le CDA perd notamment plus de 10 % de ses sièges par rapport à 2006 ; le Parti travailliste plus d'un tiers (une perte néanmoins minimisée par rapport aux prévisions des sondages) et le Parti socialiste plus de 50 sièges.
GroenLinks a légèrement augmenté son nombre de sièges tandis que l'Union chrétienne et le Parti politique réformé – qui ont constitué des listes communes – sont restés stables. Le PVV, Trots op Nederland et le Parti pour les animaux ont fait leur entrée dans les conseils municipaux. Le VVD, qui n'avait participé qu'à l'exécutif de deux communes – Almere et La Haye – y est devenu le plus grand parti et est devenu, au niveau national, le deuxième plus grand parti derrière le Parti travailliste.

### Participation
La participation fut de 54,1 %. Les communes ayant eu le plus faible taux de participation sont Eindhoven, avec 43,59 % et Schiedam, avec 43,88 % ; tandis que celles ayant eu le plus fort taux de participation sont Schiermonnikoog avec 82,49 % et Staphorst avec 80,08 %.

### Résultats au niveau national
| Nom du parti                                 | Nombre de voix | Pourcentage | Nombre de sièges |
| -------------------------------------------- | -------------- | ----------- | ---------------- |
| Partis locaux                                | 1 559 658      | 23,70 %     | 2 277            |
| Parti travailliste (PvdA)                    | 1 035 948      | 15,74 %     | 1 251            |
| Parti populaire libéral et démocrate (VVD)   | 1 031 983      | 15,68 %     | 1 432            |
| Appel chrétien-démocrate (CDA)               | 975 388        | 14,82 %     | 1 531            |
| Démocrates 66 (D66)                          | 531 760        | 8,08 %      | 541              |
| GroenLinks (GL)                              | 442 925        | 6,73 %      | 436              |
| Parti socialiste (SP)                        | 273 594        | 4,16 %      | 250              |
| Union chrétienne (CU)                        | 247 648        | 3,76 %      | 331              |
| Parti politique réformé (SGP)                | 116 371        | 1,77 %      | 197              |
| Trots op Nederland (TON, Trots op NL)        | 81 877         | 1,24 %      | 61               |
| Listes communes CU/SGP                       | 68 163         | 1,04 %      | 90               |
| Parti pour la liberté (PVV)                  | 50 529         | 0,77 %      | 17               |
| Listes communes PvdA/GroenLinks              | 37 208         | 0,57 %      | 62               |
| Parti national frison (FNP)                  | 26 841         | 0,41 %      | 52               |
| Listes communes PvdA/GroenLinks/D66          | 23 400         | 0,36 %      | 44               |
| Parti pour les animaux (PvdD)                | 19 717         | 0,30 %      | 6                |
| Verenigde Senioren Partij (VSP)              | 14 234         | 0,22 %      | 12               |
| Listes communes GroenLinks/D66               | 13 557         | 0,21 %      | 24               |
| Listes communes PvdA/D66                     | 6 803          | 0,10 %      | 11               |
| Listes communes PvdA/GroenLinks/D66/SP       | 6 533          | 0,10 %      | 15               |
| Listes communes VVD/D66                      | 5 159          | 0,08 %      | 11               |
| Parti musulman néerlandais (NMP)             | 3 266          | 0,05 %      | 0                |
| Les Verts (De Groenen)                       | 2 911          | 0,04 %      | 0                |
| Nouveau parti communiste des Pays-Bas (NCPN) | 2 177          | 0,03 %      | 3                |
| Parti pour l'Homme et l'Esprit (MenS)        | 1 369          | 0,02 %      | 0                |
| Nederlandse Klokkenluiders Partij (NKP)      | 1 336          | 0,02 %      | 0                |
| Union des peuples néerlandais (NVU)          | 975            | 0,01 %      | 0                |
| Total                                        | 6 581 330      | 100,00 %    | 8.654            |

### Résultats dans les grandes villes

#### Amsterdam

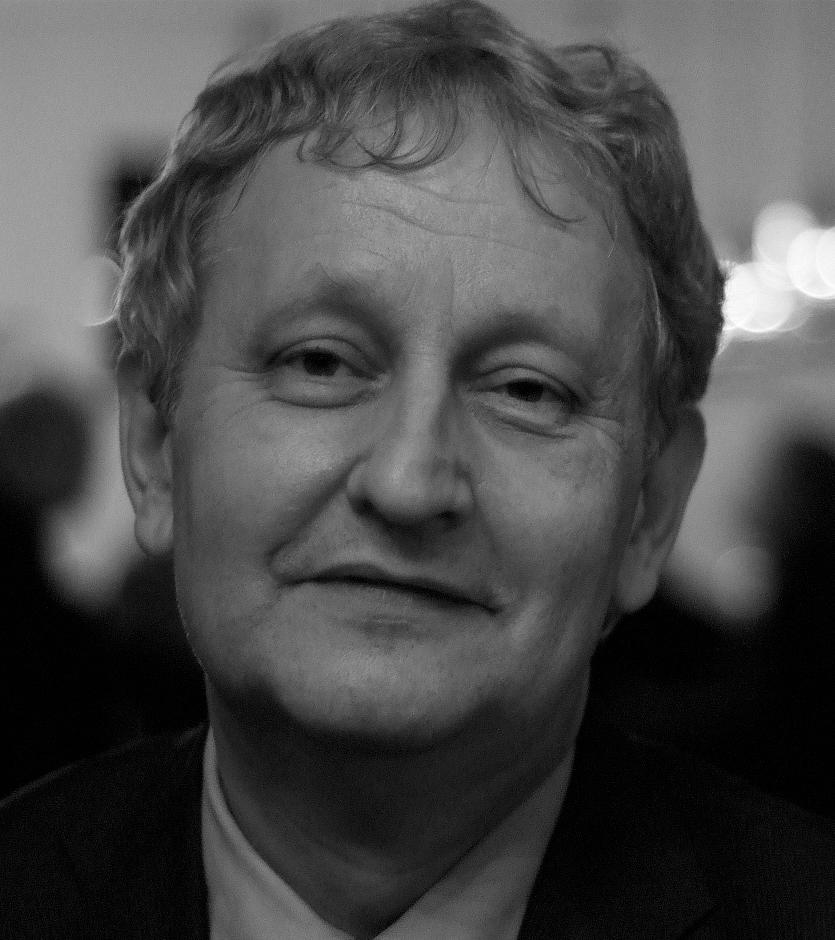
Eberhard van der Laan, maire d'Amsterdam (PvdA) depuis juillet 2010.

| Parti                          | Parti                                                  | Suffrages | Suffrages | Suffrages | Sièges      | Sièges |
| Parti                          | Parti                                                  | Voix      | %         | +/-       | Conseillers | +/-    |
| ------------------------------ | ------------------------------------------------------ | --------- | --------- | --------- | ----------- | ------ |
|                                | Parti du travail (PvdA)                                | 90 067    | 29,31 %   | -10,07    | 15          | -5     |
|                                | Parti populaire pour la liberté et la démocratie (VVD) | 52 039    | 16,93 %   | +0,75     | 8           | ±      |
|                                | Gauche verte (GL)                                      | 46 407    | 15,10 %   | +1,42     | 7           | ±      |
|                                | Démocrates 66 (D66)                                    | 45 524    | 14,81 %   | +10,75    | 7           | +5     |
|                                | Parti socialiste (SP)                                  | 22 266    | 7,25%     | -6,12     | 3           | -3     |
|                                | Red Amsterdam (Red A'dam)                              | 11 435    | 3,72 %    | n/a       | 1           | n/a    |
|                                | Appel chrétien-démocrate (CDA)                         | 10 218    | 3,33 %    | -0,85     | 2           | ±      |
|                                | Parti pour les animaux (PvdD)                          | 7 113     | 2,31 %    | n/a       | 1           | n/a    |
|                                | Trots op Nederland Lijst Rita Verdonk (TON)            | 7 096     | 2,31 %    | n/a       | 1           | n/a    |
|                                | Leefbaar Amsterdam '92                                 | 3 079     | 1,00 %    | -0,35     | 0           | ±      |
|                                | De Groenen                                             | 2 001     | 0,65 %    | n/a       | 0           | n/a    |
|                                | Amsterdamsche Belangen                                 | 1 315     | 0,43 %    | n/a       | 0           | n/a    |
|                                | Tulpen voor Amsterdam                                  | 1 230     | 0,40 %    | n/a       | 0           | n/a    |
|                                | Amsterdam Sociaal                                      | 1 181     | 0,38 %    | n/a       | 0           | n/a    |
|                                | Parti pour l'Homme et l'Esprit (MenS)                  | 1 009     | 0,33 %    | n/a       | 0           | n/a    |
|                                | Lijst-Kattouss                                         | 696       | 0,23 %    | n/a       | 0           | n/a    |
|                                | Nationale Democratische Partij                         | 543       | 0,18 %    | +0,12     | 0           | ±      |
|                                | Republikeinse Moderne Partij                           | 215       | 0,07 %    | n/a       | 0           | n/a    |
| TOTAL (participation : 52,6 %) | TOTAL (participation : 52,6 %)                         |           | 100,0 %   | n/a       | 45          | ±      |

#### Rotterdam

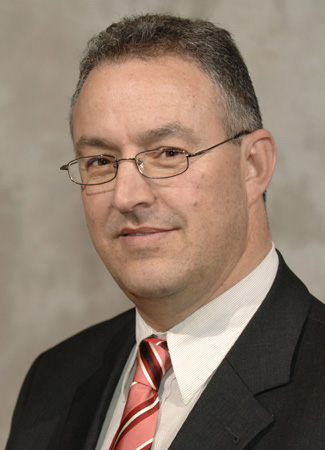
Ahmed Aboutaleb, maire (PvdA) de Rotterdam depuis janvier 2009.

| Parti                          | Parti                                                  | Suffrages | Suffrages | Suffrages | Sièges      | Sièges |
| Parti                          | Parti                                                  | Voix      | %         | +/-       | Conseillers | +/-    |
| ------------------------------ | ------------------------------------------------------ | --------- | --------- | --------- | ----------- | ------ |
|                                | Parti du travail (PvdA)                                | 64 401    | 28,90 %   | -8,50     | 14          | -4     |
|                                | Leefbaar Rotterdam                                     | 63 647    | 28,56 %   | -1,10     | 14          | ±      |
|                                | Parti populaire pour la liberté et la démocratie (VVD) | 21 434    | 9,62 %    | +3,32     | 4           | +1     |
|                                | Démocrates 66 (D66)                                    | 20 628    | 9,26 %    | +7,07     | 4           | +3     |
|                                | Gauche verte (GL)                                      | 16 281    | 7,31 %    | +2.96     | 3           | +1     |
|                                | Appel chrétien-démocrate (CDA)                         | 15 012    | 6,74 %    | -0,91     | 3           | ±      |
|                                | Parti socialiste (SP)                                  | 12 377    | 5,55 %    | -1,04     | 2           | -1     |
|                                | Parti politique réformé/Union chrétienne (SGP/CU)      | 6 632     | 2,98 %    | +2,54     | 1           | ±      |
|                                | Parti musulman néerlandais                             | 1 068     | 0,48 %    | n/a       | 0           | n/a    |
|                                | Liberaal Sociaal Democraten                            | 720       | 0,32 %    | n/a       | 0           | n/a    |
|                                | Partij Sociaal Nederland                               | 382       | 0,17 %    | -0,02     | 0           | ±      |
|                                | Broederschapspartij                                    | 158       | 0,07 %    | n/a       | 0           | n/a    |
|                                | Lijst-Verlinden                                        | 102       | 0,05 %    | n/a       | 0           | n/a    |
| TOTAL (participation : 47,9 %) | TOTAL (participation : 47,9 %)                         |           | 100,0 %   | n/a       | 45          | ±      |

#### La Haye

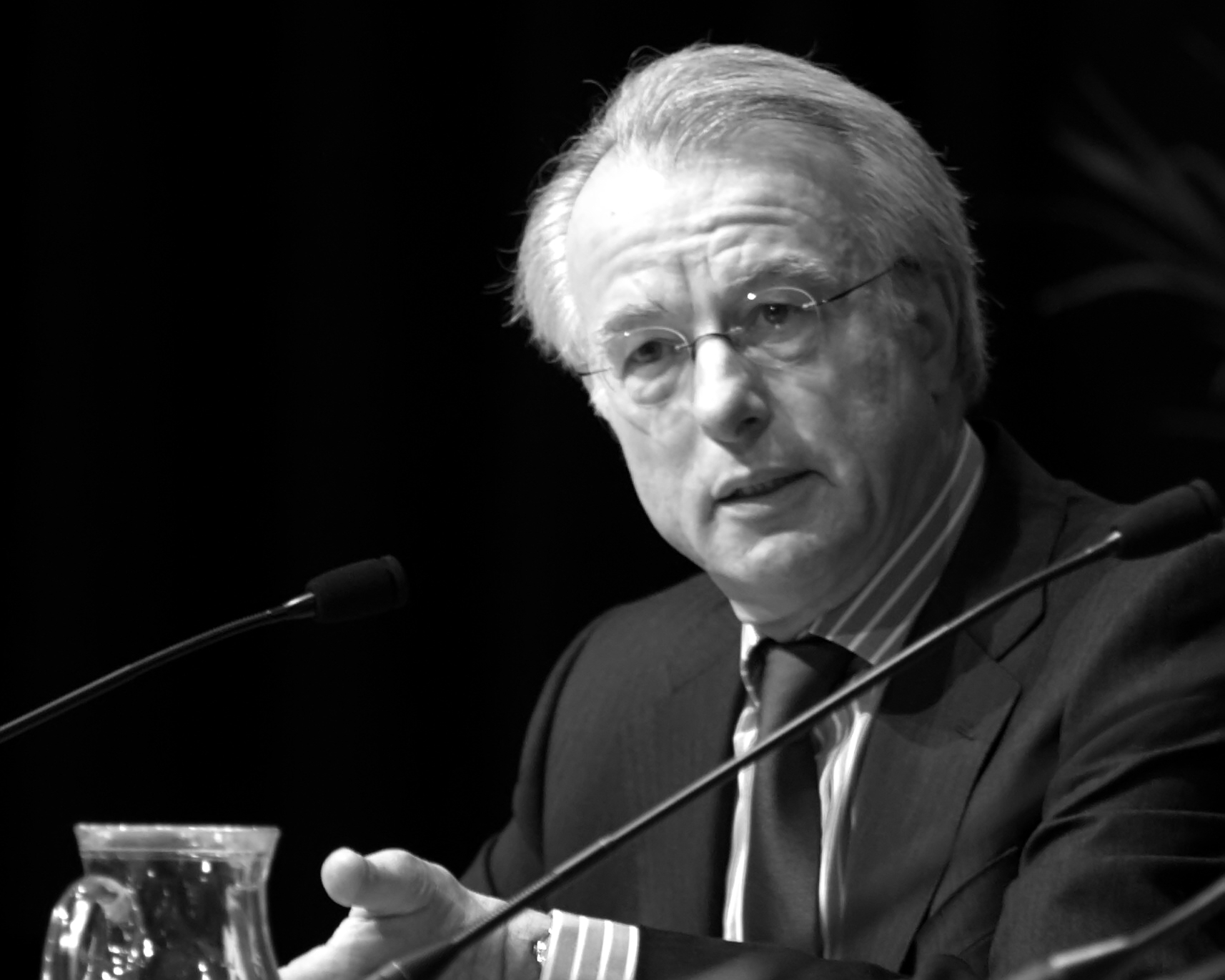
Jozias van Aartsen, maire (VVD) de La Haye depuis mars 2008.

| Parti                          | Parti                                                      | Suffrages | Suffrages | Suffrages | Sièges      | Sièges |
| Parti                          | Parti                                                      | Voix      | %         | +/-       | Conseillers | +/-    |
| ------------------------------ | ---------------------------------------------------------- | --------- | --------- | --------- | ----------- | ------ |
|                                | Parti du travail (PvdA)                                    | 41 760    | 21,19 %   | -7,19     | 10          | -5     |
|                                | Parti pour la liberté (PVV)                                | 33 079    | 16,79 %   | n/a       | 8           | n/a    |
|                                | Parti populaire pour la liberté et la démocratie (VVD)     | 28 777    | 14,60 %   | -3,19     | 7           | -3     |
|                                | Démocrates 66 (D66)                                        | 23 451    | 11,90 %   | +7,21     | 6           | +4     |
|                                | Gauche verte (GL)                                          | 11 860    | 6,02 %    | -0,73     | 3           | ±      |
|                                | Appel chrétien-démocrate (CDA)                             | 11 639    | 5,91 %    | -4,32     | 3           | -2     |
|                                | Parti socialiste (SP)                                      | 7 956     | 4,04 %    | -3,64     | 2           | -2     |
|                                | Haagse Stadspartij                                         | 8 251     | 4,19 %    | +2,24     | 2           | +1     |
|                                | Politieke Partij Scheveningen                              | 5 822     | 2,95 %    | +0,82     | 1           | ±      |
|                                | Lijst-Khoulani                                             | 4 755     | 2,41 %    | n/a       | 1           | n/a    |
|                                | Parti pour les animaux (PvdD)                              | 4 704     | 2,39 %    | n/a       | 1           | n/a    |
|                                | Islam Democraten                                           | 4 630     | 2,35 %    | -0,72     | 1           | ±      |
|                                | Union chrétienne                                           | 3 608     | 1,83 %    | n/a       | 0           | n/a    |
|                                | Trots op Nederland Lijst Rita Verdonk (TON)                | 3 209     | 1,63 %    | n/a       | 0           | n/a    |
|                                | Christelijk Sociaal Den Haag/Parti politique réformé (SGP) | 1 664     | 0,84 %    | n/a       | 0           | n/a    |
|                                | Stop Wilders Nu                                            | 1 049     | 0,53 %    | n/a       | 0           | n/a    |
|                                | Unie van Democraten                                        | 354       | 0,18 %    | n/a       | 0           | n/a    |
|                                | Parti musulman néerlandais                                 | 313       | 0,16 %    | n/a       | 0           | n/a    |
|                                | De Vrije Tegenpartij                                       | 146       | 0,07 %    | n/a       | 0           | n/a    |
|                                | De Liberale Partij                                         | 32        | 0,02 %    | n/a       | 0           | n/a    |
| TOTAL (participation : 52,9 %) | TOTAL (participation : 52,9 %)                             |           | 100,0 %   | n/a       | 45          | ±      |

#### Utrecht

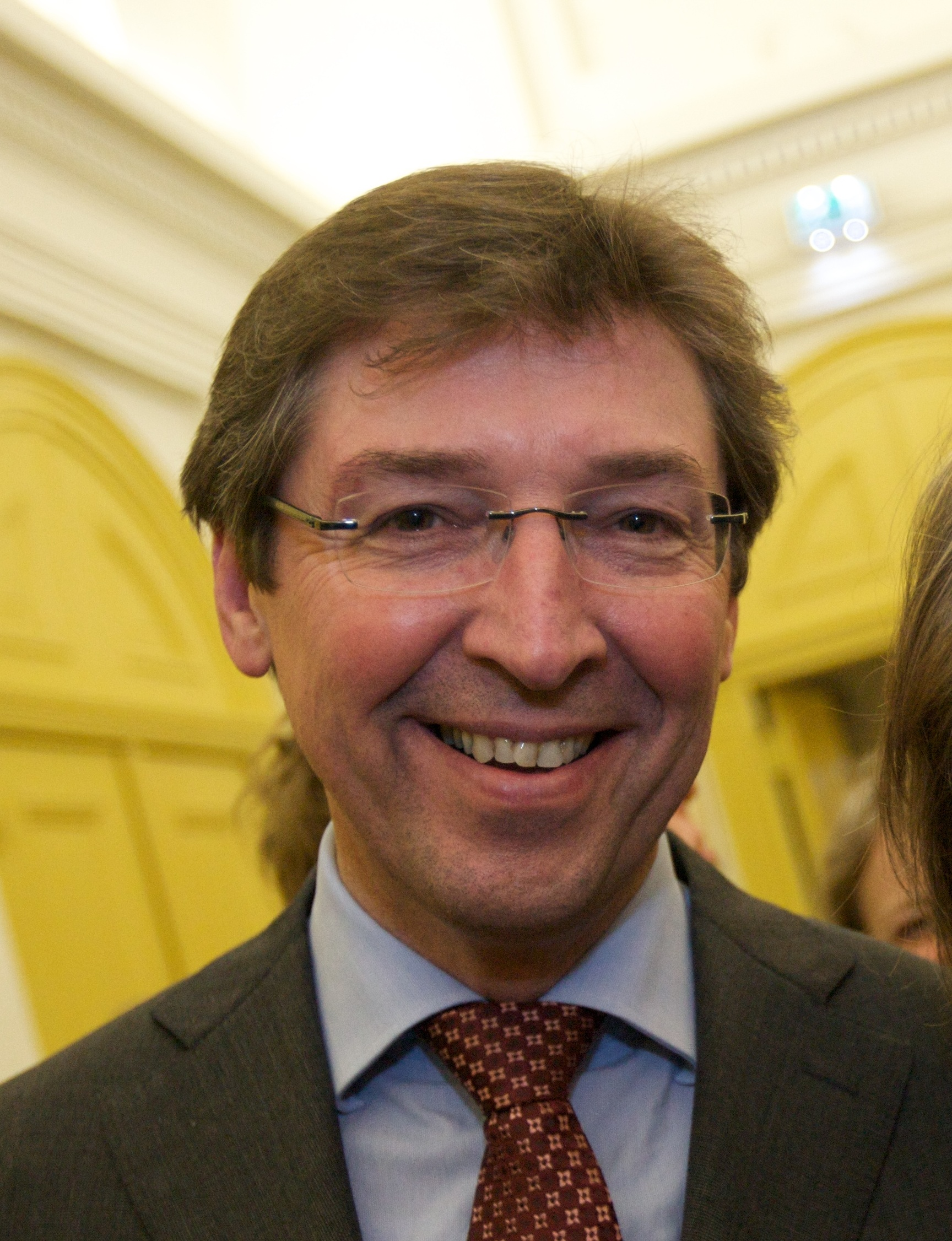
Aleid Wolfsen, maire (PvdA) d'Utrecht de 2010 à 2014.

| Parti                          | Parti                                                  | Suffrages | Suffrages | Suffrages | Sièges      | Sièges |
| Parti                          | Parti                                                  | Voix      | %         | +/-       | Conseillers | +/-    |
| ------------------------------ | ------------------------------------------------------ | --------- | --------- | --------- | ----------- | ------ |
|                                | Gauche verte (GL)                                      | 26 382    | 20,74 %   | +5,56     | 10          | +2     |
|                                | Parti du travail (PvdA)                                | 23 823    | 18,73 %   | -11,27    | 9           | -5     |
|                                | Démocrates 66 (D66)                                    | 22 700    | 17,85 %   | +10,78    | 9           | +6     |
|                                | Parti populaire pour la liberté et la démocratie (VVD) | 19 789    | 15,56 %   | +3,58     | 7           | +2     |
|                                | Appel chrétien-démocrate (CDA)                         | 9 608     | 7,55 %    | -1,36     | 4           | ±      |
|                                | Parti socialiste (SP)                                  | 7 597     | 5,97 %    | -5,04     | 3           | -2     |
|                                | Stadspartij Leefbaar Utrecht                           | 4 861     | 3,82 %    | -2,97     | 1           | -2     |
|                                | Trots op Nederland Lijst Rita Verdonk (TON)            | 4 803     | 3,78 %    | n/a       | 1           | n/a    |
|                                | Union chrétienne                                       | 3 767     | 2,96 %    | -0,25     | 1           | -1     |
|                                | Partij Vrij Utrecht                                    | 2 144     | 1,69 %    | n/a       | 0           | n/a    |
|                                | Partij van de Eenvoud                                  | 1 322     | 1,04 %    | n/a       | 0           | n/a    |
|                                | De Groenen                                             | 394       | 0,31 %    | n/a       | 0           | n/a    |
| TOTAL (participation : 52,5 %) | TOTAL (participation : 52,5 %)                         |           | 100,0 %   | n/a       | 45          | ±      |

#### Eindhoven

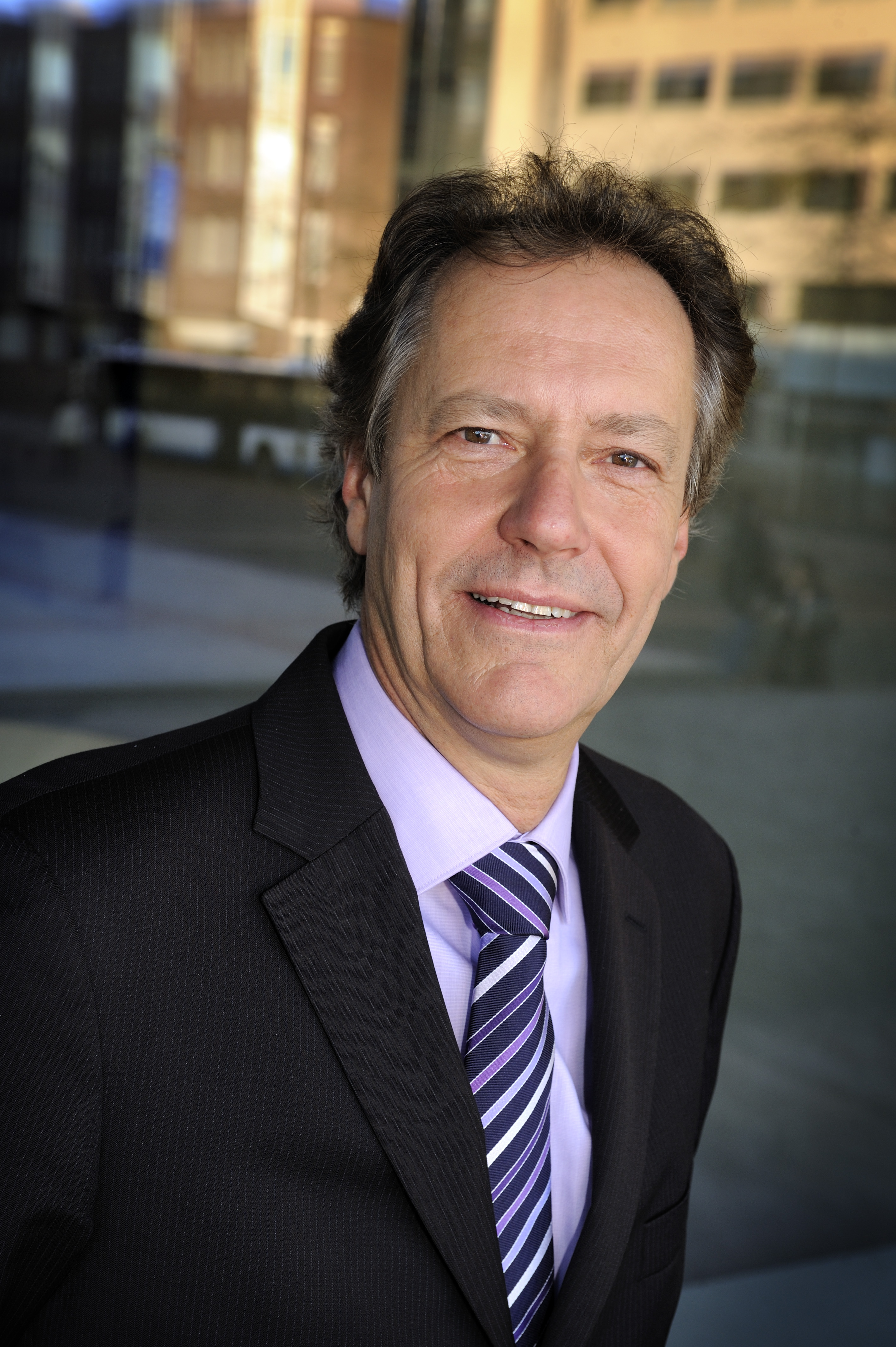
Rob van Gijzel, maire (PvdA) de Eindhoven depuis avril 2008, réélu en 2010.

| Parti                          | Parti                                                  | Suffrages | Suffrages | Suffrages | Sièges      | Sièges |
| Parti                          | Parti                                                  | Voix      | %         | +/-       | Conseillers | +/-    |
| ------------------------------ | ------------------------------------------------------ | --------- | --------- | --------- | ----------- | ------ |
|                                | Parti du travail (PvdA)                                | 15 144    | 20,56 %   | -6,43     | 10          | -4     |
|                                | Parti populaire pour la liberté et la démocratie (VVD) | 11 527    | 15,65 %   | +3,87     | 8           | +2     |
|                                | Démocrates 66 (D66)                                    | 8 974     | 12,19 %   | +8,86     | 6           | +5     |
|                                | Appel chrétien-démocrate (CDA)                         | 8 472     | 11,50 %   | +3,10     | 6           | -1     |
|                                | Gauche verte (GL)                                      | 6 540     | 8,88 %    | +1,81     | 4           | +1     |
|                                | Parti socialiste (SP)                                  | 6 406     | 8,70      | +4,17     | 4           | -2     |
|                                | Ouderen Appel Eindhoven                                | 4 591     | 6,23 %    | +1,35     | 3           | +1     |
|                                | Lijst Pim Fortuyn                                      | 3 362     | 4,57 %    | +2,30     | 2           | +1     |
|                                | Eindhoven Vivable (Leefbaar Eindhoven)                 | 2 370     | 3,22 %    | -3,71     | 1           | -2     |
|                                | Trots op Nederland Lijst Rita Verdonk (TON)            | 2 094     | 2,84 %    | n/a       | 1           | n/a    |
|                                | Union chrétienne                                       | 1 331     | 1,81 %    | -0,41     | 0           | ±      |
|                                | De StadsPartij                                         | 1 028     | 1,40 %    | -1,04     | 0           | -1     |
|                                | Eindhoven Nu                                           | 852       | 1,16 %    | n/a       | 0           | n/a    |
|                                | Partij van de Toekomst                                 | 590       | 0,80 %    | -0,25     | 0           | ±      |
|                                | Partij Mens en Spirit                                  | 360       | 0,49 %    | n/a       | 0           | n/a    |
| TOTAL (participation : 43,6 %) | TOTAL (participation : 43,6 %)                         |           | 100,0 %   | n/a       | 45          | ±      |

#### Tilburg
| Parti                          | Parti                                                  | Suffrages | Suffrages | Suffrages | Sièges      | Sièges |
| Parti                          | Parti                                                  | Voix      | %         | +/-       | Conseillers | +/-    |
| ------------------------------ | ------------------------------------------------------ | --------- | --------- | --------- | ----------- | ------ |
|                                | Parti du travail (PvdA)                                | 16 133    | 22,20 %   | -1,95     | 11          | ±      |
|                                | Parti populaire pour la liberté et la démocratie (VVD) | 11 359    | 15,63 %   | +5,12     | 7           | +3     |
|                                | Appel chrétien-démocrate (CDA)                         | 8 633     | 11,88 %   | -3,44     | 6           | -1     |
|                                | Démocrates 66 (D66)                                    | 8 232     | 11,33 %   | +8,24     | 5           | +4     |
|                                | Gauche verte (GL)                                      | 6 779     | 9,33 %    | +1,87     | 4           | +1     |
|                                | Parti socialiste (SP)                                  | 6 445     | 8,87 %    | +3,35     | 4           | -1     |
|                                | Trots op Nederland Lijst Rita Verdonk (TON)            | 4 825     | 6,64 %    | n/a       | 3           | n/a    |
|                                | Tilburgse Volkspartij                                  | 4 444     | 6,11 %    | +1,76     | 3           | +2     |
|                                | Verenigde Senioren Partij Tilburg                      | 2 420     | 3,33 %    | n/a       | 1           | n/a    |
|                                | Partij voor Tilburg                                    | 2 244     | 3,09 %    | n/a       | 1           | n/a    |
|                                | Union chrétienne                                       | 818       | 1,13 %    | n/a       | 0           | n/a    |
|                                | Parti musulman néerlandais                             | 349       | 0,48 %    | n/a       | 0           | n/a    |
| TOTAL (participation : 44,9 %) | TOTAL (participation : 44,9 %)                         |           | 100,0 %   | n/a       | 45          | ±      |